# Long House Loop Trail
Le Long House Loop Trail est un sentier de randonnée du comté de Montezuma, dans le Colorado, aux États-Unis. Il est situé au sein du parc national de Mesa Verde.